# Färgad snö

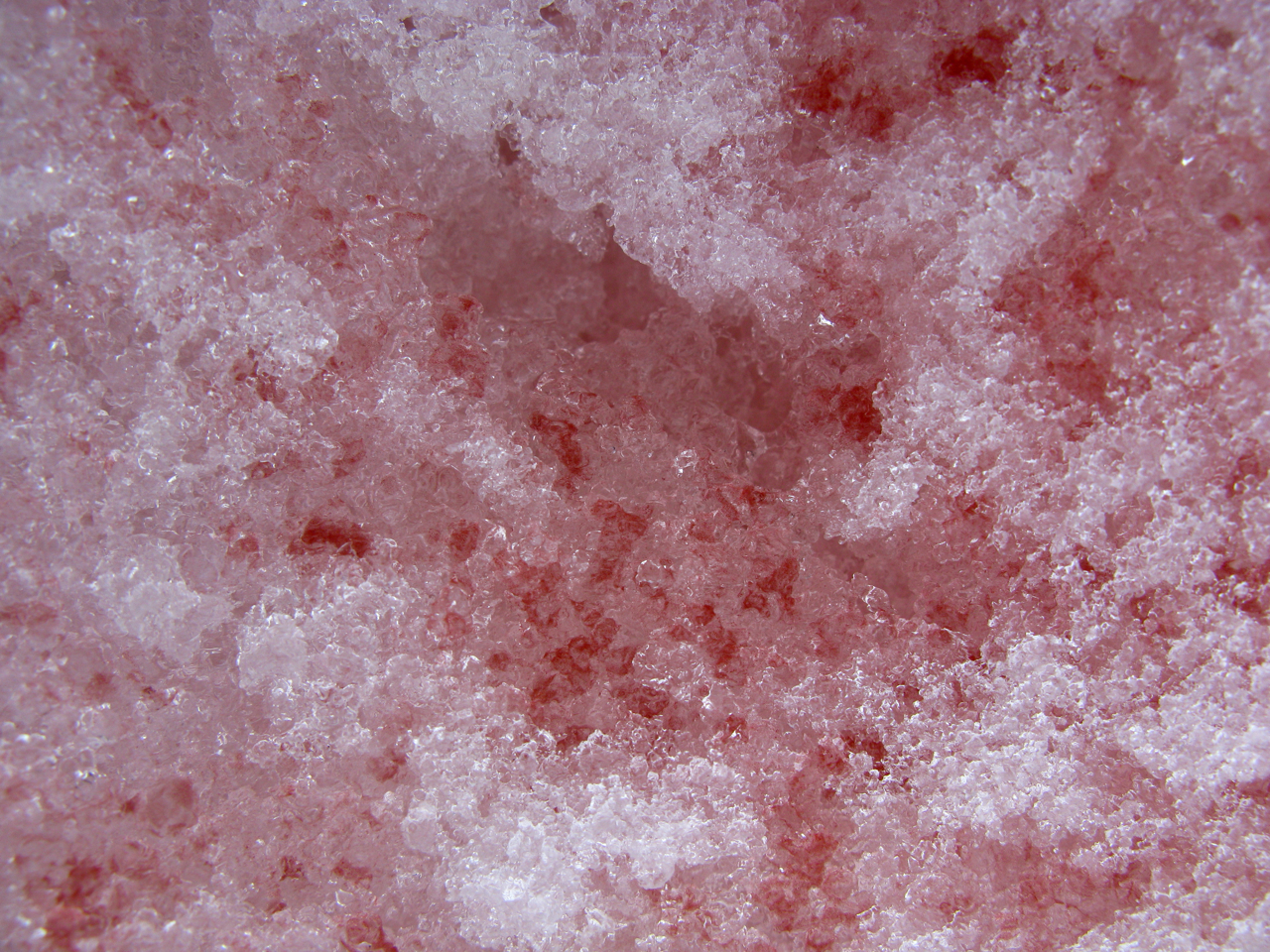
Röd snö.

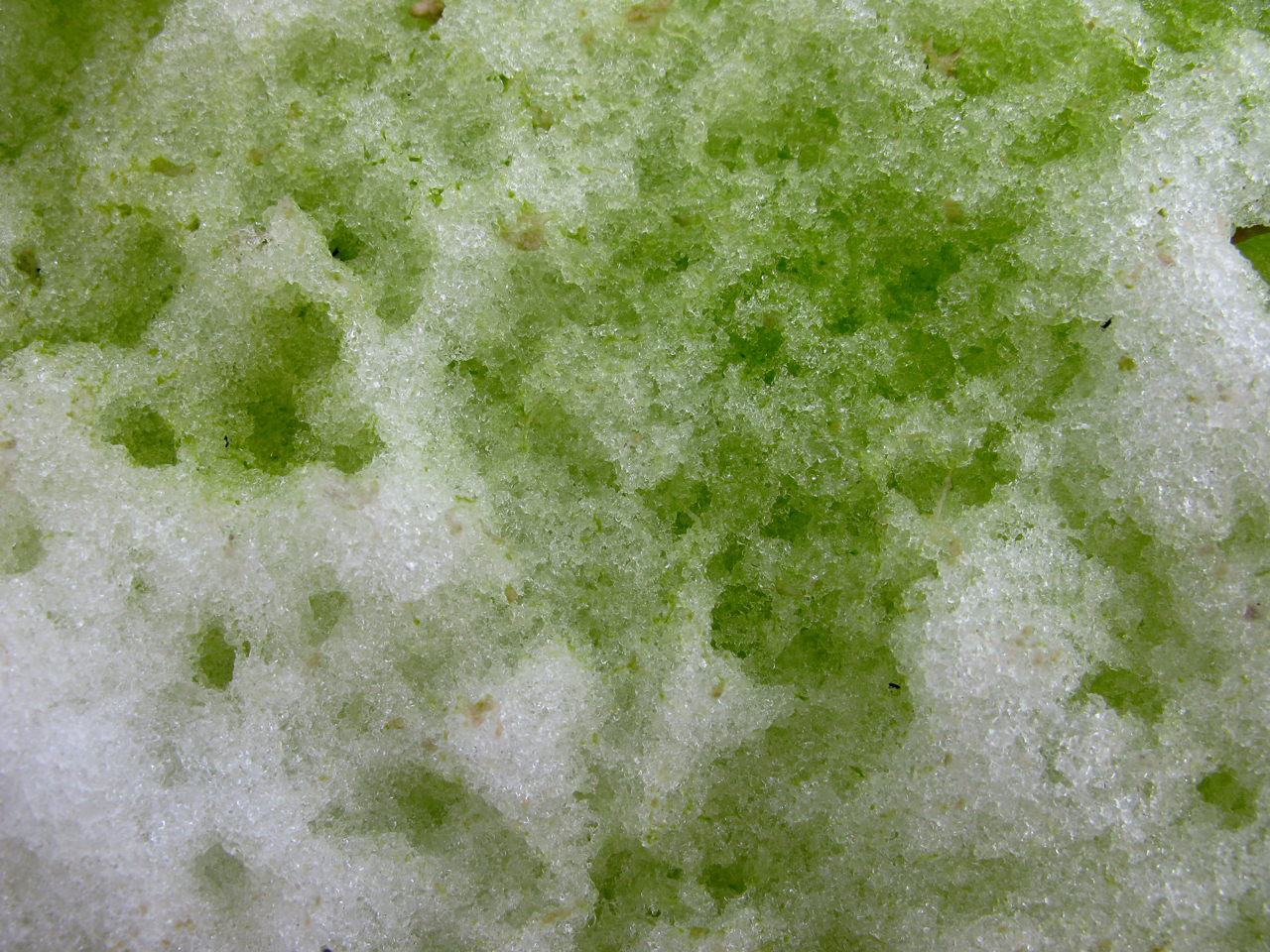
Grön snö.

Färgad snö är snö som av olika anledningar fått en annorlunda färg än den vanligast förekommande vita. Ofta beror det på föroreningar, men kan även orsakas av andra faktorer. Olika sorters färgad snö förekommer då och då, på olika ställen. Olikfärgad snö kan ha många olika anledningar som kan orsakas av lokala händelser. Exempelvis inträffar att det faller röd snö i Ryssland från Mongoliets öknar, likaså i Korea från öknar i Kina, och så vidare. Förutom de nedan angivna formerna färgas snön ibland grön, förekommande i mindre fläckar orsakade av mikroskopiska fläckar, samt i bruna nyanser. I mars 1991 föll gulfärgad snö ner i Junsele i Västernorrland. Det snöfallet orsakades av Sahara emedan samma nederbördsområde hade färdats över Sahara några dagar tidigare. 2001 inträffade samma sak igen, fast i Skåne.

## Röd snö
1954 föll klarröd snö från Kangamiut på Grönland ned, vilket var starten på en påföljande forskning. Då och då faller röd snö ovanifrån, men oftare orsakas röd snö av alger från marken. De tillfällen som röd snö faller ovanifrån i Europa beror det på stoft i luften från lössjordsbältet vid Svarta havet.

### Algfärgad röd snö
Röd snö är en inom det arktiska området och i bergstrakter förekommande rödfärgning (karmosinröd, blodröd, tegelröd) av snön till följd av riklig förekomst av alger. Algerna är rödfärgade volvocacéer, oftast Chlamydomonas nivalis (Sphærella nivalis, Hæmatococcus nivalis). De lever ofta i snö, men syns ofta vid täta förekomster. Anledningen till att algen bildar ett rödfärgat pigment täckande klorofyllet vid träffande solstrålar är att skydda algen mot den väldigt starka solstrålning som uppkommer när solen reflekteras i snön. Snön är vanligen färgad endast till ett ringa djup, intensivt på ytan, där algerna snabbast förökar sig i smältvattnet mellan snökornen. I Sveriges fjälltrakter är röd snö inte någon sällsynt företeelse och förekommer där både på så kallad evig snö och på snöfläckar, som helt töar bort under sommaren. På Svalbard finns tegelröd och grön snö.
Blodsnö är snö som färgats röd av rödfärgat stoft, som virvlas upp av vindar och därefter kan färdas långa sträckor, och i vissa fall falla ned med eller på snö. Exempelvis kan sandstormar i Sahara orsaka blodsnö.